# Barry Ashbee
William Barry Ashbee, född 28 juli 1939, död 12 maj 1977, var en kanadensisk professionell ishockeyback som tillbringade fem säsonger i den nordamerikanska ishockeyligan National Hockey League (NHL), där han spelade för ishockeyorganisationerna Boston Bruins och Philadelphia Flyers. Han producerade 85 poäng (15 mål och 70 assists) samt drog på sig 288 utvisningsminuter på 284 grundspelsmatcher. Ashbee spelade också på lägre nivå för Hershey Bears i American Hockey League (AHL).
Han vann två Stanley Cup-titlar med Flyers, en som spelare för säsongen 1973-1974 och en som assisterande tränare för säsongen 1974-1975.
Ashbee var tvungen att avsluta sin spelarkarriär i förtid efter ha ådragit sig allvarliga skador på ena ögat efter att ha blivit träffad av en puck under en slutspelsmatch för just säsongen 1973-1974. I april 1977 fick han beskedet om att han hade drabbats av leukemi och drygt en månad senare avled han av sjukdomen vid 37 års ålder.

## Statistik
| Källa: Utv = Utvisningsminuter | Källa: Utv = Utvisningsminuter | Källa: Utv = Utvisningsminuter |                                   | Grundserie                        | Grundserie                        | Grundserie                        | Grundserie                        | Grundserie                        |                                   | Slutspel                          | Slutspel                          | Slutspel                          | Slutspel                          | Slutspel |
| Säsong                         | Lag                            | Liga                           | Matcher                           | Mål                               | Assist                            | Poäng                             | Utv                               | Matcher                           | Mål                               | Assist                            | Poäng                             | Utv                               |                                   |          |
| ------------------------------ | ------------------------------ | ------------------------------ | --------------------------------- | --------------------------------- | --------------------------------- | --------------------------------- | --------------------------------- | --------------------------------- | --------------------------------- | --------------------------------- | --------------------------------- | --------------------------------- | --------------------------------- | -------- |
| 1956–1957                      | Barrie Flyers                  | OHA-Jr.                        | 34                                | 0                                 | 4                                 | 4                                 | 23                                | 3                                 | 0                                 | 0                                 | 0                                 | 0                                 |                                   |          |
| 1957–1958                      | Lakeshore Bruins               | OHA-B                          | Statistik ej tillgänglig.         | Statistik ej tillgänglig.         | Statistik ej tillgänglig.         | Statistik ej tillgänglig.         | Statistik ej tillgänglig.         | Statistik ej tillgänglig.         | Statistik ej tillgänglig.         | Statistik ej tillgänglig.         | Statistik ej tillgänglig.         | Statistik ej tillgänglig.         | Statistik ej tillgänglig.         |          |
| 1958–1959                      | Barrie Flyers                  | OHA-Jr.                        | 53                                | 8                                 | 22                                | 30                                | 108                               | 6                                 | 0                                 | 3                                 | 3                                 | 12                                |                                   |          |
| 1959–1960                      | Kingston Frontenacs            | EPHL                           | 62                                | 2                                 | 11                                | 13                                | 72                                | —                                 | —                                 | —                                 | —                                 | —                                 |                                   |          |
| 1960–1961                      | Kingston Frontenacs            | EPHL                           | 64                                | 4                                 | 11                                | 15                                | 75                                | 5                                 | 0                                 | 0                                 | 0                                 | 14                                |                                   |          |
| 1961–1962                      | North Bay Trappers             | EPHL                           | 35                                | 2                                 | 7                                 | 9                                 | 87                                | —                                 | —                                 | —                                 | —                                 | —                                 |                                   |          |
| 1962–1963                      | Hershey Bears                  | AHL                            | 72                                | 0                                 | 17                                | 17                                | 94                                | 15                                | 0                                 | 2                                 | 2                                 | 34                                |                                   |          |
| 1963–1964                      | Hershey Bears                  | AHL                            | 72                                | 3                                 | 6                                 | 9                                 | 142                               | 6                                 | 0                                 | 0                                 | 0                                 | 12                                |                                   |          |
| 1964–1965                      | Hershey Bears                  | AHL                            | 66                                | 3                                 | 13                                | 16                                | 114                               | 14                                | 0                                 | 0                                 | 0                                 | 22                                |                                   |          |
| 1965–1966                      | Boston Bruins                  | NHL                            | 14                                | 0                                 | 3                                 | 3                                 | 14                                | —                                 | —                                 | —                                 | —                                 | —                                 |                                   |          |
|                                | Hershey Bears                  | AHL                            | 36                                | 1                                 | 10                                | 11                                | 100                               | —                                 | —                                 | —                                 | —                                 | —                                 |                                   |          |
| 1966–1967                      | Hershey Bears                  | AHL                            | Spelade ej på grund av ryggskada. | Spelade ej på grund av ryggskada. | Spelade ej på grund av ryggskada. | Spelade ej på grund av ryggskada. | Spelade ej på grund av ryggskada. | Spelade ej på grund av ryggskada. | Spelade ej på grund av ryggskada. | Spelade ej på grund av ryggskada. | Spelade ej på grund av ryggskada. | Spelade ej på grund av ryggskada. | Spelade ej på grund av ryggskada. |          |
| 1967–1968                      | Hershey Bears                  | AHL                            | 65                                | 5                                 | 15                                | 20                                | 86                                | 5                                 | 0                                 | 1                                 | 1                                 | 4                                 |                                   |          |
| 1968–1969                      | Hershey Bears                  | AHL                            | 71                                | 5                                 | 29                                | 34                                | 130                               | 11                                | 2                                 | 5                                 | 7                                 | 14                                |                                   |          |
| 1969–1970                      | Hershey Bears                  | AHL                            | 72                                | 5                                 | 25                                | 30                                | 80                                | 7                                 | 0                                 | 1                                 | 1                                 | 24                                |                                   |          |
| 1970–1971                      | Philadelphia Flyers            | NHL                            | 64                                | 4                                 | 23                                | 27                                | 44                                | —                                 | —                                 | —                                 | —                                 | —                                 |                                   |          |
| 1971–1972                      | Philadelphia Flyers            | NHL                            | 73                                | 6                                 | 14                                | 20                                | 75                                | —                                 | —                                 | —                                 | —                                 | —                                 |                                   |          |
| 1972–1973                      | Philadelphia Flyers            | NHL                            | 64                                | 1                                 | 17                                | 18                                | 103                               | 11                                | 0                                 | 4                                 | 4                                 | 20                                |                                   |          |
| 1973–1974                      | Philadelphia Flyers            | NHL                            | 69                                | 4                                 | 13                                | 17                                | 52                                | 6                                 | 0                                 | 0                                 | 0                                 | 2                                 |                                   |          |
| NHL totalt                     | NHL totalt                     | NHL totalt                     | 284                               | 15                                | 70                                | 85                                | 288                               | 17                                | 0                                 | 4                                 | 4                                 | 22                                |                                   |          |
| AHL totalt                     | AHL totalt                     | AHL totalt                     | 454                               | 22                                | 115                               | 137                               | 746                               | 58                                | 2                                 | 9                                 | 11                                | 110                               |                                   |          |
| OHA-Jr. totalt                 | OHA-Jr. totalt                 | OHA-Jr. totalt                 | 192                               | 127                               | 137                               | 264                               | 320                               | 24                                | 10                                | 26                                | 36                                | 42                                |                                   |          |